# Frankie Chan
Frankie Chan Fan Kei (陳勳奇 | cantonés: Chan Fan Kei, mandarín: Chén Xūn Qí), también conocido como Chen Yung Yu (陳永煜), es un compositor, actor, director, escritor y productor chino, nacido el 30 de marzo de 1951 en Hong Kong, China.

## Biografía
A la edad de 15 años Chen Yung Yu entró a trabajar en la compañía Shaw Bros. en el equipo de asistentes del compositor Wang Fu Ling. Dos años después Chen fue promovido a la división musical del estudio, donde puso la banda sonora a películas de directores tan importantes como Chang Cheh, Li Han Hsiang, Chu Yuan o Liu Chia Liang. Su gran capacidad de trabajo le llevó a componer para varios estudios al mismo tiempo, de manera que fuera de Shaw Bros. firmó sus trabajos con el pseudónimo de Chen Hsun Chi. En 1980 debutó como actor en la película Read Lips y al año siguiente fundó la productora cinematográfica Always Good Films junto a Guy Lai, siendo su primer film como productor Carry On Pickpocket (1982) de Sammo Hung. Inmediatamente después decidió también dirigir y escribir sus propias películas, empezando con The Perfect Match y realizando una veintena de películas hasta 2002. En 1996 fue galardonado junto a Roel A. Garcia con el Hong Kong Film Award a la Mejor Banda Sonora por Fallen Angels de Wong Kar Wai.